# آلان محي الدين
ألان محي الدين (ولد في 11 تشرين الثاني / نوفمبر 1993) وهو لاعب كرة القدم عراقي محترف, يلعب في مركز المدافع لفريق غياس.

## المسيرة الدولية
محي الدين سويدي من أب عراقي-كردي وأم رومانية. ومثل المنتخب العراقي لكرة القدم للمرة الأولى في مباراة ودية خسر فيها بنتيجة 2-1 أمام قطر.

## إحصائيات
آخر تحديث 24 كانون الثاني 2024.
| منتخب العراق | منتخب العراق | منتخب العراق | منتخب العراق |
| السنة        | المباريات    | الأهداف      |              |
| ------------ | ------------ | ------------ | ------------ |
| 2016         | 1            | 0            |              |
| 2023         | 1            | 0            |              |
| 2024         | 1            | 0            |              |
| المجموع      | 3            | 0            |              |

## روابط خارجية
- آلان محي الدين على موقع اتحاد السويد (السويدية)
- آلان محي الدين على موقع قاعدة بيانات كرة القدم.إي يو (الإنجليزية)
- آلان محي الدين على موقع ناشيونال فوتبول تيمز (الإنجليزية)
- آلان محي الدين على موقع Soccerway.com (الإنجليزية)
- آلان محي الدين على موقع عالم كرة القدم.نت (الإنجليزية)